# Vaikunta-Perumal-Tempel

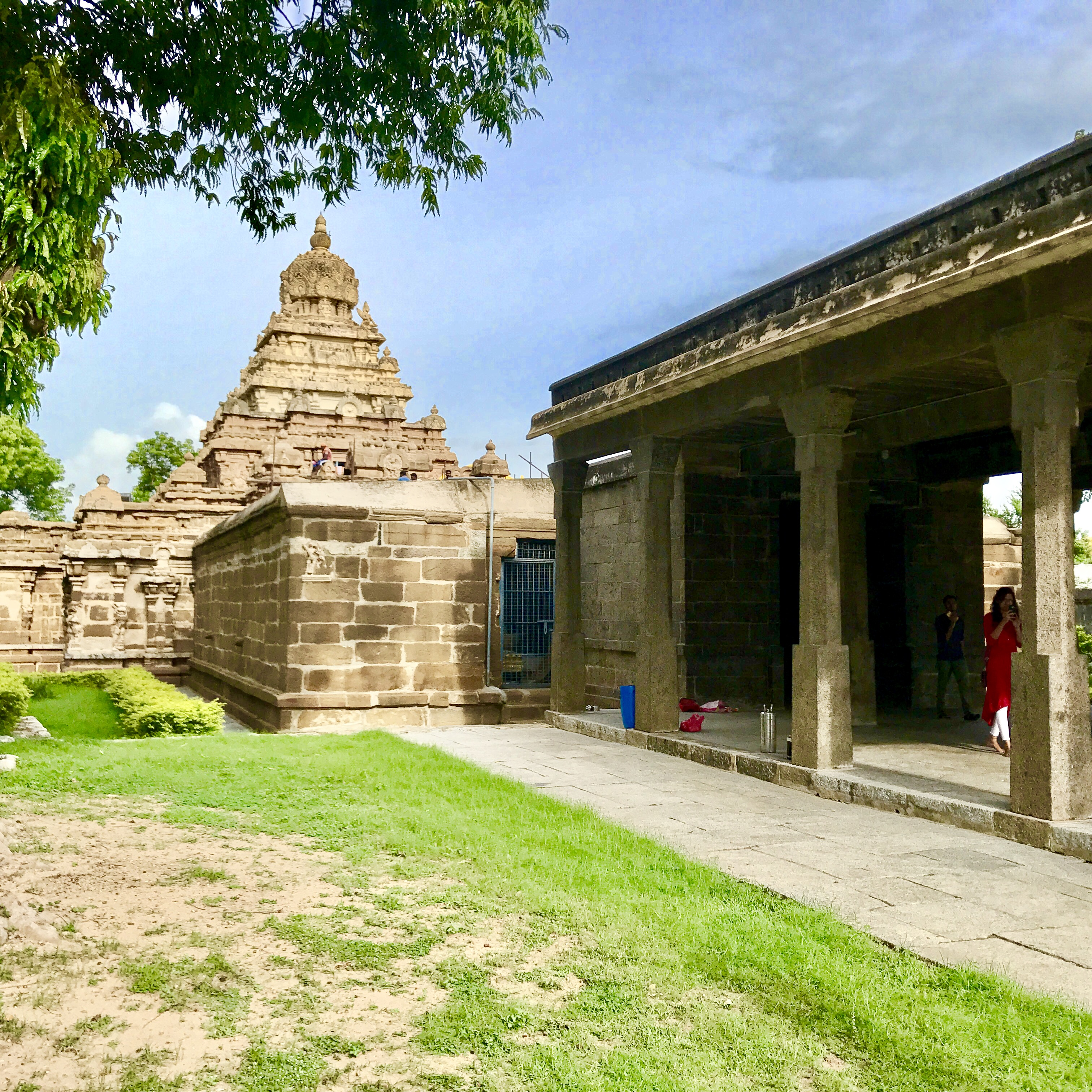
Vaikunta-Perumal-Tempel

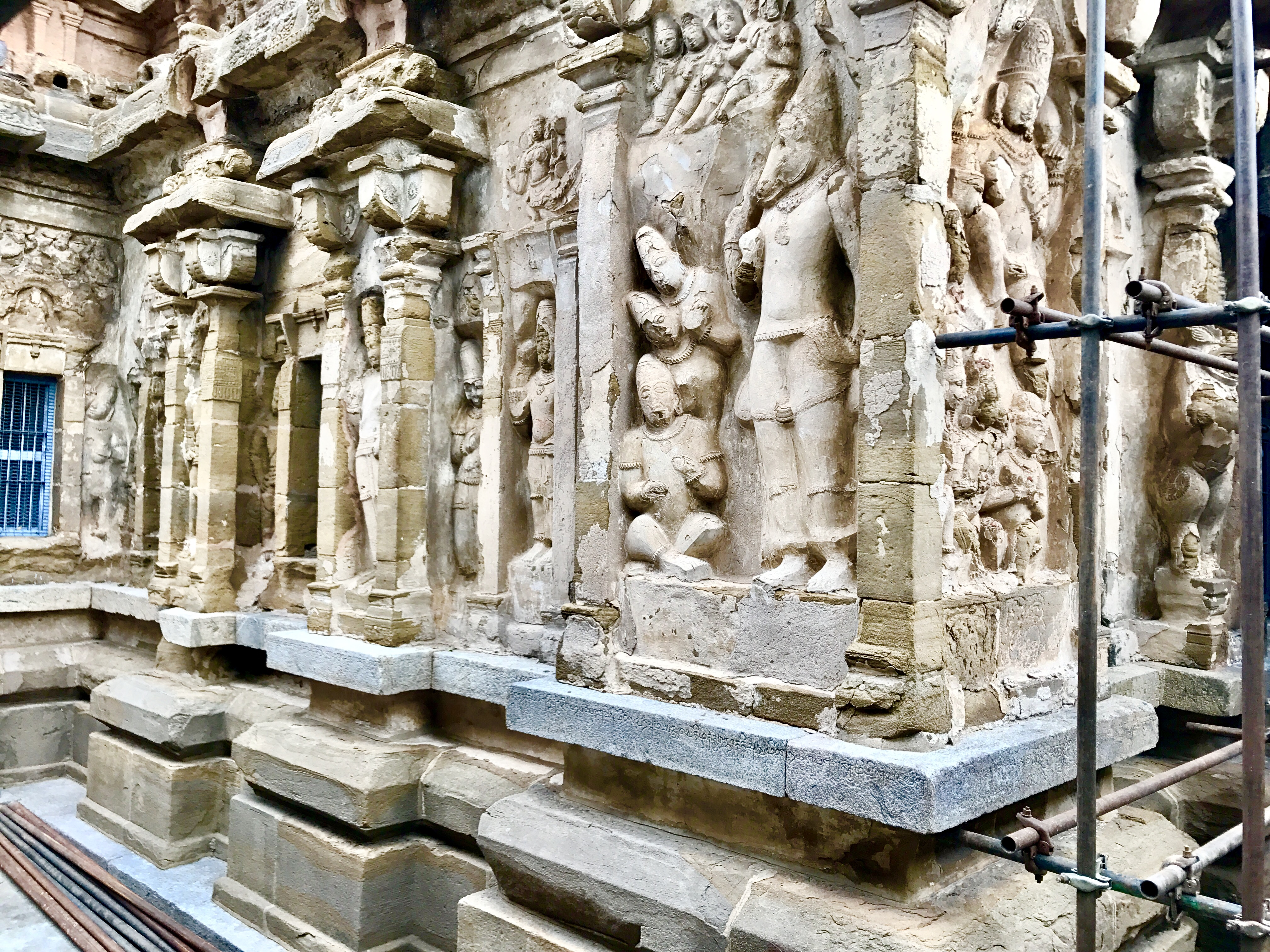
Figürlicher Reliefschmuck

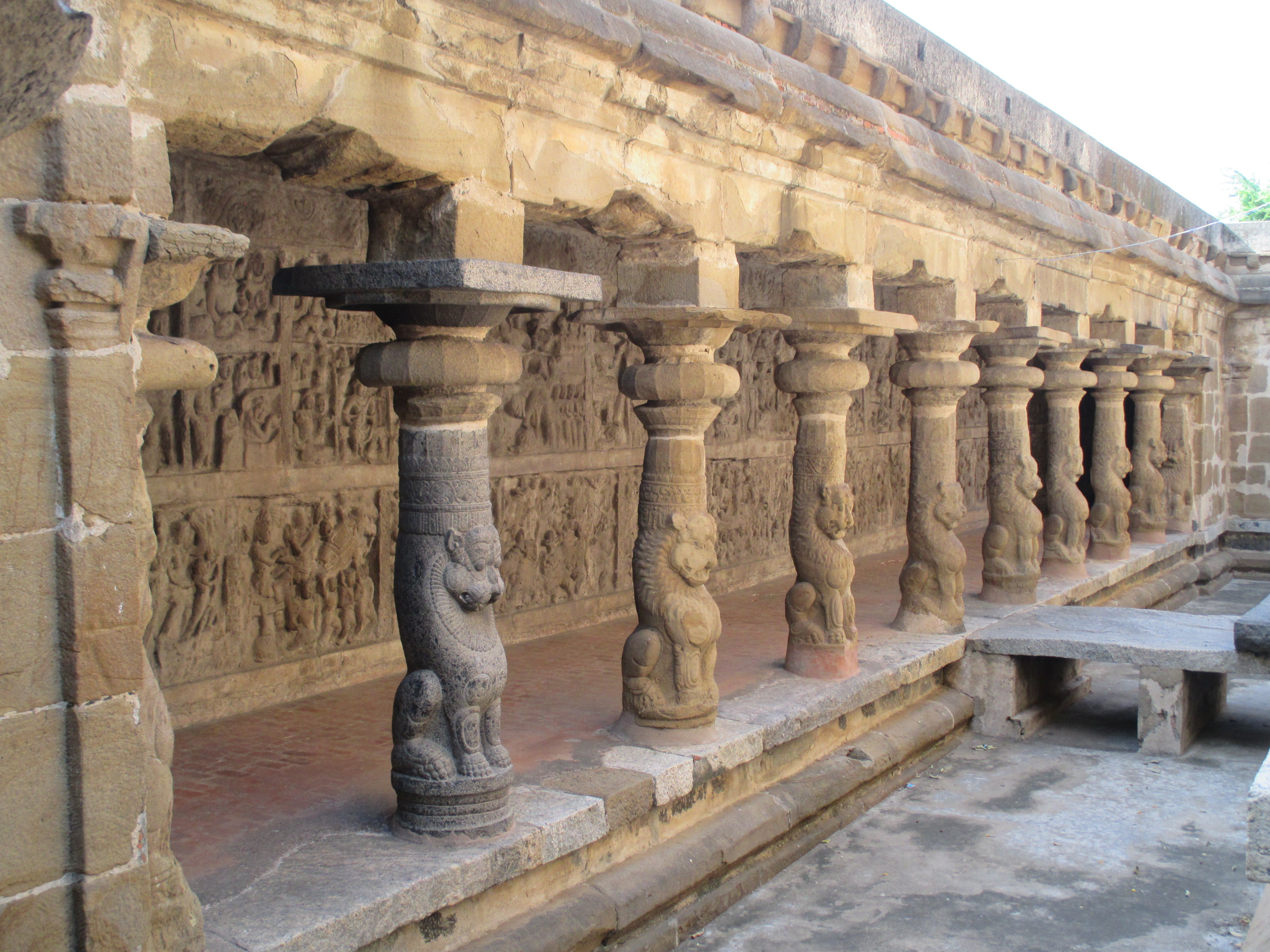
Tempeleinfassung mit Yali-Figuren

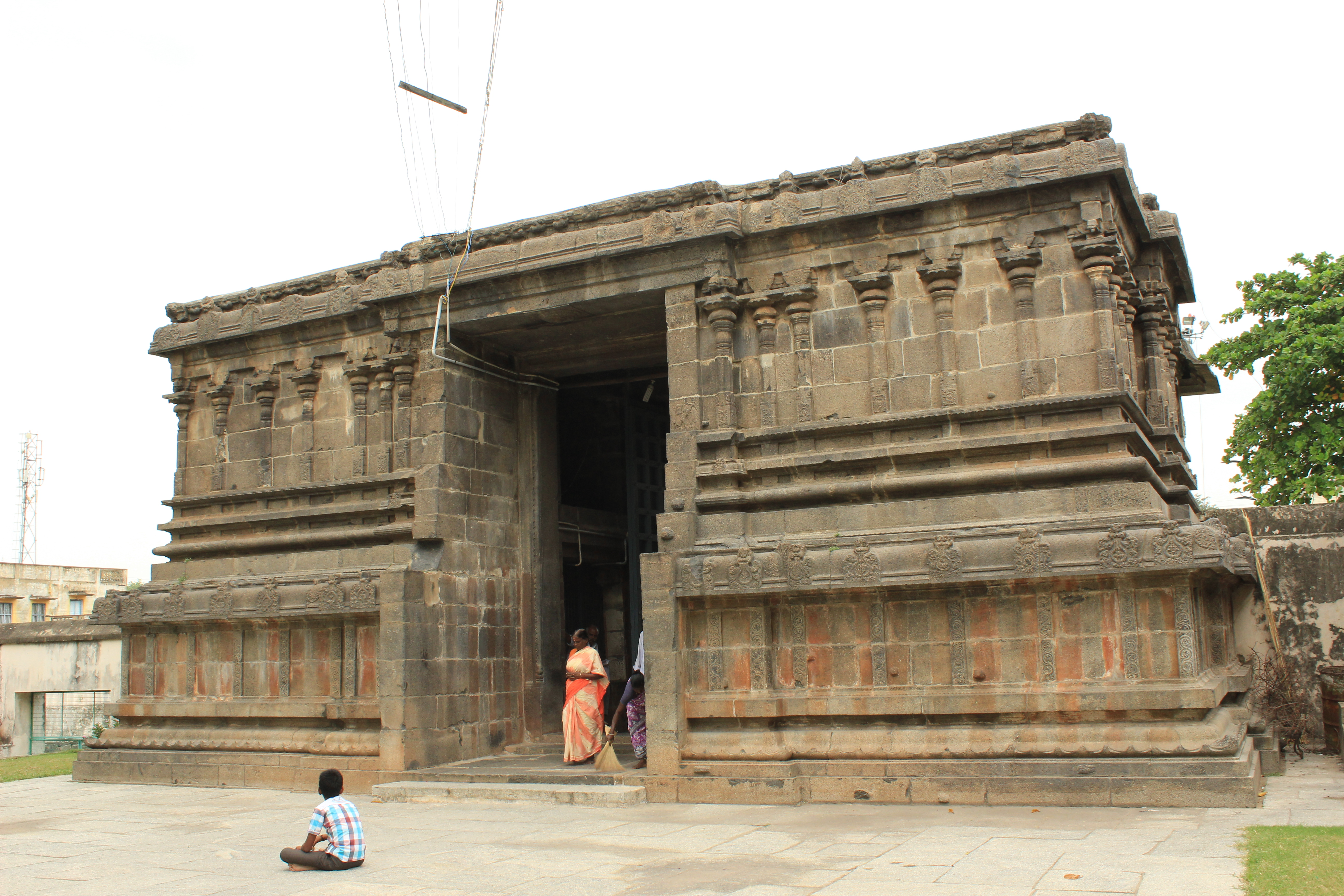
Torbau (gopuram)

Der Vaikunta-Perumal-Tempel (auch Vaikuntha-Perumal, Vaikunda-Perumal oder Vaigunda-Perumal; Tamil: வைகுண்டப் பெருமாள் கோயில்) oder Thiru Parameswara Vinnagaram (Tamil: திருப்பரமேச்சுர விண்ணகரம்) ist ein dem Hindu-Gott Vishnu geweihter Pallava-Tempel in der südindischen Stadt Kanchipuram im Norden des Bundesstaats Tamil Nadu.

## Lage
Der Vaikunta-Perumal-Tempel liegt im Osten von Kanchipuram, der ehemaligen Hauptstadt der Pallava, in einer Höhe von ca. 90 m. Sein wahrscheinlich einige Jahre älteres religiöses Gegenstück, der dem Gott Shiva geweihte Kailasanatha-Tempel, befindet sich ca. 2,5 km südöstlich.

## Geschichte
Der Tempel entstand im 8. Jahrhundert – einige Forscher ordnen ihn der Regierungszeit des Königs Narasimhavarman II. (um 700–um 728) zu, andere sehen eine spätere Bauzeit. Während der Herrschaft der Chola-Dynastie (9.–13. Jahrhundert) oder – wahrscheinlicher – der Vijayanagar-Dynastie (13./14. Jahrhundert) wurden ihm zwei große, aber weitgehend schmucklose Vorhallen (mandapas) vorgebaut.

## Architektur
Der in großen Teilen von einer Mauer eingefasste Tempel besteht hauptsächlich aus einem großen leicht querrechteckigen Hauptbau mit drei übereinander angeordneten Cellae (garbhagrihas), dessen insgesamt pyramidaler aber horizontal mehrfach abgestufter Vimana-Dachaufbau mit einer großen „Schirmkuppel“ mit Kalasha-Spitze zu den großen Leistungen der Pallava-Baumeister gehört. Die Außenwand des Erdgeschosses des Tempels ist reich gegliedert und mit figürlichen Reliefs versehen.

## Figurenschmuck
Nicht nur die Außenwände des Tempels sind reich mit Figurenreliefs geschmückt, sondern auch die Innenwände der Umfassungsmauer. Gezeigt werden zumeist Themen aus der Mythologie Vishnus – so z. B. die Rettung der Erdgöttin Bhudevi oder die Tötung des Dämons Hiranyakashipu, aber auch andere Themen und Götter finden sich. Erwähnenswert sind auch die zahlreichen löwenähnlichen Yali-Figuren in der Sockelzone der Säulenkorridors der Einfassung.

## Sonstiges
- Der in die Umfassungsmauer integrierte Torbauten (gopuram) gehört zu den ältesten seiner Art. Er ist deutlich kleiner und weniger aufwändig gestaltet als der Tempel selbst (siehe dagegen Minakshi-Tempel, Madurai).
- Leicht versetzt vor dem Tempel befindet sich ein später hinzugefügter Tempelteich, der sich allerdings nur in der Monsunzeit mit Regenwasser füllt.

## Religiöse Bedeutung
Der Vaikunta-Perumal-Tempel wurde im 8. Jahrhundert in den Divya-Prabandham-Hymnen Tirumangai Alvars, eines der tamilischen vishnuitischen Dichterheiligen (Alvar), besungen. Daher gehört der Tempel unter dem Namen Tiru Parameswara Vinnagaram zu den 108 heiligen Orten des tamilischen Vishnuismus (Divya Desam). Der Vaikunta-Perumal-Tempel ist eines von 14 Divya Desams in Kanchipuram.